# 汤山街道 (石阡县)
汤山街道，是中华人民共和国贵州省铜仁市石阡县下辖的一个街道办事处。
2016年1月14日，贵州省人民政府批复同意石阡县部分乡镇行政区划调整，撤销汤山镇建制，新设置的汤山街道辖原汤山镇温泉社区、万寿社区、城北社区、北塔村、坪兴村、城关村、洋溪村、吴家湾村、金庄村、溪口村、石坪村，街道办事处驻万寿社区。

## 行政区划
汤山街道下辖以下地区：
万寿社区、温泉社区、城北社区、石坪村、溪口村、金庄村、吴家湾村、洋溪村、北塔村、坪兴村和城关村。